# Licenciement pour motif personnel en France
Le licenciement pour motif personnel est une forme de licenciement prévue par le code du travail. Motivé par « une cause réelle et sérieuse », 
Il est ainsi nommé par opposition au licenciement pour motif économique, qui ne tient pas à la personne du salarié, mais à la situation économique de l'entreprise. 
Bien que le licenciement pour motif personnel résulte fréquemment d'une cause disciplinaire (faute du salarié) ou d'une insuffisance professionnelle, il ne vise pas systématiquement un manquement de ce dernier, comme dans le cas d'un licenciement pour inaptitude physique.  
En 2022, 350 000 ouvertures de droit ont été réalisées par l'assurance chômage après un licenciement pour motif personnel.

## Les différents motifs personnels

### La capacité du salarié à exercer ses fonctions

#### L'inaptitude
Lorsque le salarié est déclaré inapte à son poste par le médecin du travail, l'employeur doit, dans un premier temps, rechercher une solution de reclassement . Si le reclassement est impossible, l'employeur procède au licenciement du salarié, dans un délai d'un mois .
La procédure de licenciement pour inaptitude ne présente pas de particularité, hormis la contrainte d'avoir réglé la situation du salarié dans un délai d'un mois.
En revanche, il s'agit du seul cas de licenciement pour lequel il n'y a pas de préavis, le salarié n'étant pas capable de l'effectuer . Lorsque l'inaptitude est d'origine professionnelle, le préavis non effectué est indemnisé par l'employeur et l'indemnité légale de licenciement est multipliée par deux (sauf si l'indemnité conventionnelle "simple" est plus avantageuse pour le salarié) .

### La faute du salarié

#### La faute grave et la faute lourde
Lorsque l'employeur considère que le salarié a commis une faute d'une extrême gravité, il peut le priver du préavis et de l'indemnité de licenciement .
La gravité de la faute, qui rend le maintien du salarié dans l'entreprise impossible, peut justifier le recours à une mise à pied conservatoire : le salarié voit son contrat de travail suspendu, sans salaire, jusqu'à l'issue de la procédure . Au cas où la procédure se solde par toute autre solution que le licenciement pour faute grave (réintégration du salarié avec ou sans sanction, licenciement pour cause réelle et sérieuse), l'employeur procèdera au paiement des jours de mise à pied .
La faute lourde, rarement invoquée, est une faute grave avec intention de nuire . Jusqu'en 2016, un licenciement pour faute lourde privait également le salarié de ses indemnités de congés payés, mais cette mesure a été jugée inconstitutionnelle .

## La procédure

### Convocation à l'entretien préalable
L'initiative du licenciement revient à l'employeur. Ce dernier, dans un premier temps, convoque le salarié à un entretien préalable au licenciement qui est destiné à lui exposer le ou les motifs qui le conduisent à envisager le licenciement et, le cas échéant, à recueillir ses explications.
La convocation, qui doit parvenir au salarié au minimum 5 jours ouvrables avant l'entretien, indique la date, l'heure et le lieu de l'entretien, et mentionne la possibilité pour le salarié de se faire assister soit par un représentant du personnel, si l'entreprise en est dotée, soit, à défaut d'un conseiller du salarié extérieur à l'entreprise 
L'entretien se déroule, en principe, sur le lieu de travail et constitue un temps de travail.

### Déroulement de l'entretien
L'employeur reçoit le salarié accompagné le cas échéant de son conseiller et lui expose le ou les motifs qui le conduisent à envisager un licenciement. L'employeur peut déléguer la conduite de l'entretien à un cadre de l'entreprise (responsable ressources humaines, chef de service du salarié concerné...).
En revanche, l'employeur ne peut se faire assister par un collaborateur (sauf cas très particuliers), ni se faire représenter ou assister par une personne extérieure à l'entreprise. 
L'entretien constitue donc un temps d'échange pendant lequel l'employeur expose ses griefs à l'égard du salarié tandis que ce dernier peut donner ses explications quant aux faits reprochés.
L'employeur ne peut prendre aucune décision lors de l'entretien : la loi lui impose un délai de réflexion de deux jours entiers au minimum.
Le non-respect de la procédure de licenciement par l'employeur ne remet pas en cause la rupture du contrat, mais ouvre droit au salarié à une réparation fixée forfaitairement à un mois de salaire.

### Notification du licenciement
Une fois le délai minimal de deux jours observé sans dépasser 30 jours après la date de l’entretien,
, l'employeur adresse au salarié la lettre de licenciement par un courrier recommandé avec accusé de réception . L'envoi par un autre moyen ne constitue cependant pas une irrégularité de procédure et l'employeur peut choisir tout autre moyen (remise en main propre, courrier simple, par voie d'huissier...). En cas de litige, c'est sur lui que pèse la preuve de la notification du licenciement. Il a donc tout intérêt à utiliser un moyen conférant date certaine .
L'employeur, dans la lettre de licenciement, doit exposer les motifs du licenciement . Avant 2017, l'employeur était strictement tenu par le contenu de la lettre de licenciement : une motivation imprécise ou insuffisante équivalait à une absence de motivation et l'exposait à une requalification par le juge en licenciement abusif .
Depuis l'ordonnance n°2017-1387 du 22 septembre 2017 (dite "ordonnance Macron") : l'employeur peut désormais préciser les motifs de la lettre initiale soit de sa propre initiative, soit sur demande du salarié .
L'envoi de la lettre de licenciement par l'employeur marque la rupture du contrat de travail . Le préavis commence à l'information du salarié de son licenciement (donc en principe à la première présentation du courrier recommandé) .

### Suites du licenciement
Sauf faute grave ou lourde, le salarié effectue un préavis dont la durée dépend, généralement, de son ancienneté, de son statut et de la convention collective applicable à l'entreprise . Il perçoit une indemnité de licenciement, s'il justifie d'une ancienneté d'au moins 8 mois dans l'entreprise, définie par les articles R 1234-1 à 3 du Code du travail  ou par la convention collective applicable, au plus avantageux pour le salarié.
L'employeur verse également une indemnité de congés payés (correspondant aux congés acquis par le salarié et non pris au moment de son départ) . Dès le départ du salarié, il tient à sa disposition les documents de fin de contrat (certificat de travail et attestation pôle emploi) ,.
Avec le dernier salaire et les éventuelles indemnités de licenciement et de congés payés, l'employeur remet au salarié un reçu pour solde de tout compte détaillant les sommes versées au salarié .